# Pygostolus falcatus
Pygostolus falcatus är en stekelart som först beskrevs av Christian Gottfried Daniel Nees von Esenbeck 1834.  Pygostolus falcatus ingår i släktet Pygostolus och familjen bracksteklar. Arten är reproducerande i Sverige. Inga underarter finns listade i Catalogue of Life.